# Mil Mi-18
Mil-18, en rysk helikopter tillverkad av Mil. Mil-18 är en förlängd variant av Mil-17, och en ytterligare förbättring var att hjulen kunde fällas in och därmed förbättra aerodynamiken. Mil-18 tillverkades bara i ett exemplar.